# 擬突吻鱈
擬突吻鱈，為輻鰭魚綱鱈形目鼠尾鱈科的其中一種，分布於西太平洋菲律賓海域，深度可達750公尺，體長可達51公分，屬深海底棲性魚類，棲息在底層水域，生活習性不明。

## 扩展阅读
維基物種上的相關：擬突吻鱈